# Publius Papinius Statius

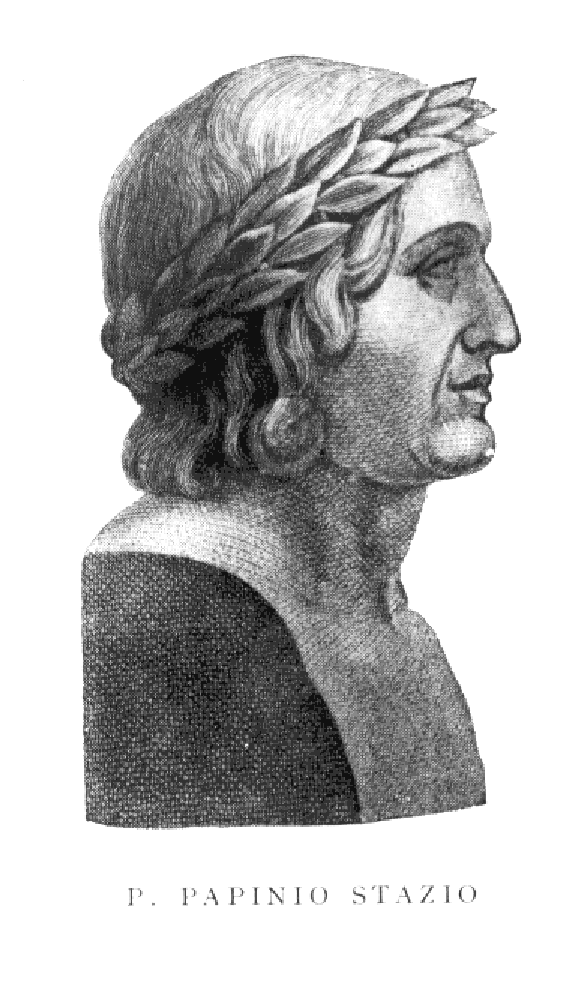
Publius Papinius Statius

Publius Papinius Statius var en romersk skald från Neapel som levde omkring 45-96 e.Kr.
Statius, som ett par gånger vann seger i vittra tävlingar, vistades länge i Rom och var en gunstling hos kejsar Domitianus; senare drog han sig tillbaka till Neapel. Av Statius bevarade arbeten var hans epos Thebais, om brödrastriden mellan Eteokles och Polyneikes, mest beundrad av samtiden. 
I modern tid är hans ofullbordade epos Achilleis, om Akilles' ungdomshistoria, och hans Silvae, tillfällighetsdikter till förnäma personer av mer intresse; dessa dikter är nedskrivna "med en neapolitansk improvisatores lätthet" (Schück, 1919), men därför också mera friska och omedelbara och innehåller åskådliga bilder av den tidens liv i de högre kretsarna.